# Henry's Crime
Henry's Crime es una película de 2011 dirigida por Malcolm Venville y protagonizada por Keanu Reeves, James Caan, Vera Farmiga, y Danny Hoch. La película tuvo un lanzamiento limitado el 8 de abril en Estados Unidos.

## Elenco
- Keanu Reeves como Henry Torne.
- James Caan como Max Saltzman.
- Vera Farmiga como Julie Ivanova.
- Judy Greer como Debbie Torne.
- Fisher Stevens como Eddie Vibes.
- Peter Stormare como Darek Millodragovic.
- Bill Duke como Frank.
- Danny Hoch como Joe.

## Taquilla
La película recaudó $204 940 en todo el mundo.